# Namir
Namir — staropolskie imię męskie. Imię to składa się z dwóch członów: na ("na"; jedno ze znaczeń na nazywało kogoś, ze względu na kogo coś się działo") oraz -mir ("pokój, spokój, dobro"). Mogło ono więc oznaczać "ten, który pojawił się w czasie pokoju" albo "ten, dzięki któremu zapanuje pokój".
Możliwe staropolskie zdrobnienia: Nach, Naszon, Naszan, Naszko, Naszętka, Naszotek. 
Namir imieniny obchodzi 1 lipca i 6 sierpnia.
Zobacz też:
- Namirowo